# Kenta Shimaoka
Kenta Shimaoka (født 26. juli 1973) er en tidligere japansk fodboldspiller.
Han har spillet for flere forskellige klubber i sin karriere, herunder Sagan Tosu.